# دائرة المعارف الإسلامية
دائرة المعارف الإسلامية (بالإنجليزية: Encyclopedia of Islam) موسوعة أكاديمية تُعنَى بكل ما يتّصل بالحضارة الإسلامية، سواءً من الناحية الدينية أو الثقافية أو العلمية أو الأدبية أو السياسية أو الجغرافية على امتداد العصور، بما في ذلك العصر السابق للإسلام. وقد صَدَرت على طبعتين، الأولى بين 1913-1938، والثانية ما بين 1954-2005، وتُصدَر من قبل شركة بريل الهولندية. ظهرت هذه الموسوعة بأكثر من لغة، أمَّا بالنسبة لِلُّغة العربية فقد عُرِّبَتْ بعض أجزائها، ونُقِحَتْ وصدرت في مصر في الستينات من القرن الماضي، وأُعيد طبعها بالشارقة عام 1998. وانطلق مشروعان آخران لدائرة المعارف الإسلامية أحدهما في تركيا، ويسهر على إصدارها مركز وقف الديانة التركي، أمَّا الثاني في إيران حيثُ تصدَّر بعنوان دائرة المعارف الإسلامية الكبرى.
تتضمَّن الموسوعة مقالات عن المسلمين المُتميِّزين من كل الأعمار والأراضي، وعن القبائل والسلالات، وعن الحِرَف والعلوم، وعن المؤسسات السياسية والدينية، وعن الجغرافيا والإثنوغرافيا والنباتات والحيوانات في مختلف البلدان، وعن التاريخ والطبوغرافيا وآثار المدن والبلدات الكبرى، ويشمل نطاقها الجغرافي والتاريخي الإمبراطوريات العربية الإسلامية القديمة والدول الإسلامية في إيران وآسيا الوسطى وشبه القارة الهندية وإندونيسيا والدولة العثمانية وجميع أنحاء العالم الإسلامية.

## الإصدارات

النسخة الفرنسية من دائرة المعارف الإسلامية

### الإصدار الأول (EI1)
ظهر الإصدار الأول ما بين عامي 1913-1938 بنسخ إنجليزية وفرنسية وألمانية، وعمل عليه عدد من كبار المستشرقين الأوروبيين في ذلك العهد. وفي عام 1953 صدرت نسخة مختصرة للموسوعة ترجمت للعربية والتركية والأوردية.

### الإصدار الثاني (EI2)
بدأ العمل على الإصدار الثاني في عام 1954 وانتهى في عام 2005 ؛ نشر من قبل شركة بريل وهو متاح باللغتين الإنجليزية والفرنسية. منذ عام 1999، أصبحت الطبعة الثانية (EI2) متاحة إلكترونياً، في كل من الإصدارات المضغوطة والإصدارات التي يمكن الوصول إليها عبر الويب. إلى جانب التوسع الكبير في المحتوى، تختلف الطبعة الثانية عن الأولى بشكل رئيسي في دمج أعمال العلماء من ذوي الخلفيات الإسلامية والشرق أوسطية بين مئات المساهمين.

دائرة المعارف الإسلامية التي يصدرها مركز وقف الديانة التركي

### الإصدار الثالث (EI3)
بدأ العمل على الإصدار الثالث منذ عام 2007، وتظهر المقالات والمواد الجديدة على شكل ربع سنوي ضمن صحيفة EI3 الربع سنوية (EI3 Quarterly)، بالإضافة إلى النسخة الإلكترونية.

## المساهمون
ساهم في كتابة هذه الموسوعة عدد كبير من المستشرقين والمؤرخين وخبراء الدراسات الإسلامية في الغرب. من أهمهم:
1. لويس ماسينيون (1883-1962) أكبر مستشرقي فرنسا المتأخرين.
2. جوزيف شخت (1902-1970) مستشرق هولندي من أعضاء المجمع العلمي العربي بدمشق.
3. هنري لامنس اليسوعي (1862-1937) مستشرق بلجيكي المولد فرنسي الجنسية، من علماء الرهبان اليسوعيين.
4. رينولد ألين نيكلسون رينولد نيكلسون (1868-1945) من أكبر مستشرقي إنجلترا المتأخرين. تخصص في التصوف الإسلامي والفلسفة.
5. دافيد صموئيل مرجليوث (1858-1940) من كبار المستشرقين، من أعضاء المجمع العلمي العربي بدمشق.
6. دانكن بلاك ماكدونلد (1863-1943) مستشرق أميركي.
7. إجناس كولد صيهر (1850-1921) مستشرق مجري موسوعي، عرف بعدائه للإسلام وبخطورة كتاباته عنه.
8. أ.ج. أربري. مستشرق إنجليزي معروف بالتعصب ضد الإسلام والمسلمين، عمل أستاذاً بجامعة كمبردج.
9. كارل بروكلمان (1868-1956) مستشرق ألماني يعتبر أحد أبرز المستشرقين في العصر الحديث. عالم بتاريخ الأدب العربي.
10. كريستيان سنوك هرجروينيه (1857-1936) مستشرق هولندي ولد في استرهوت وتعلم بليدن وإستراسبورج.
11. جودفروا ديمومبين (1862-1957) مستشرق فرنسي كان أستاذ العربية في مدرسة اللغات الشرقية بباريس.
12. توماس ووكر آرنولد (1864-1930) مستشرق إنجليزي من أهل لندن.
13. رينيه باسيه (1855_1924) مستشرق فرنسي من أعضاء المجمع العلمي العربي.
14. إيفارست ليفي بروفنسال (1894-1955) مستعرب فرنسي الأصل كثير الاشتغال بتصحيح المخطوطات العربية ونشرها، ولد وتعلم في الجزائر.
15. كارل فلهلم سترستين (1866-1953) مستشرق سويدي من العلماء وأحد أعضاء جمعيات علمية كثيرة، منها المجتمع العلمي العربي.
16. جورجيوليفي دلافيدا (1886-1967) من كبار المستشرقين الإيطاليين مولده ووفاته بروما وكان أستاذ العربية واللغات السامية المقارنة في جامعتها.
17. كارل فلرس (1857-1909) مستشرق ألماني تولّى إدارة المكتبة الخديوية (دار الكتب المصرية) مدة من الزمن.
18. فرانتس بوهل (1850-1932) مستشرق دنماركي من أعضاء المجمع العلمي العربي.
19. جاكب بارت (1851-1914) مستشرق ألماني كان يدرّس العربية في الكلية الإكليركية في جامعة برلين.
20. ج. ه‍. كريمرز، مستشرق هولندي.
21. أدوين كالفرلي، مستشرق أميركي، رئيس تحرير مجلة «العالم الإسلامي» الأمريكية فترة من الزمن.
22. پاول كراوس (1904-1944) مستشرق ألماني من أصل تشيكوسلوفاكي تعلم في جامعة برانج، وتلقّى العلوم الشرقية بجامعة برلين.

## انتقادات
رغم اعتماد المرجعيات الدينية في مصر والشارقة وتركيا وإيران للموسوعة ذائعة الصيت، ومراجعتها، وتنقيحها وطباعتها لها إلا أن استخدام بعض دارسي علم الأديان المقارن من المسيحيين لها في دراساتهم وأبحاثهم جعل بعض المسلمين يتنكرون لتلك الموسوعة وينكرون اعتماد المرجعيات الدينية في مصر والشارقة وتركيا وإيران وغيرها من الدول الإسلامية لها و قد برر هؤلاء المتنكرون تنكرهم بأن تلك الموسوعة وضعت من جانب بعض المستشرقين الذين لا يدينون بالإسلام لذلك فهم لا ينصحون بأخذ دائرة المعارف الإسلامية كمرجع دينى للعامة، وإنما فقط لطلاب العلم الذين يدرسون عن الاستشراق والمستشرقين.
قد ذكر ستيفن همفري (Stephen Humphreys) أستاذ التاريخ الإسلامي بجامعة كاليفورنيا - سانتا باربارا في كتابه “التاريخ الإسلامي: إطار البحث” (Islamic History: A Framework for Inquiry) ما يلي: “دائرة المعارف الإسلامية مؤلفة بالكامل من قبل باحثين أوروبيين وهي لا تعبر إلا عن النظرة والمفهوم الأوروبي للحضارة الإسلامية. وتناقض هذه المفاهيم وتختلف اختلافًا كبيرًا عن المفاهيم التي يؤمن بها ويتبعها المسلمون أنفسهم. وما ذكر في هذه الموسوعة لا يتوافق مع التعاليم والمبادئ الإسلامية للمراجع الإسلامية كـ الأزهر بل يتناقض معها”.
ظهرت الكثير من الكتب التي تنتقد الموسوعة ومثال على ذلك كتاب دائرة المعارف الإسلامية - أضاليل وأكاذيب لإبراهيم عوض. وهذا الكتاب صدر عام 1998. اضافة إلى كتاب تعقيبات العلامة أحمد شاكر وكتاب (مفتريات وأخطاء دائرة المعارف الإسلامية الاستشراقية) الصادر عن جامعة الملك سعود.